# Callistethus fusciventris
Callistethus fusciventris är en skalbaggsart som beskrevs av Ohaus 1926. Callistethus fusciventris ingår i släktet Callistethus och familjen Rutelidae. Inga underarter finns listade.